# Cabucala fasciculata
Cabucala fasciculata är en oleanderväxtart som beskrevs av Marcel Pichon. Cabucala fasciculata ingår i släktet Cabucala och familjen oleanderväxter. Inga underarter finns listade i Catalogue of Life.